# Col·laboracionisme

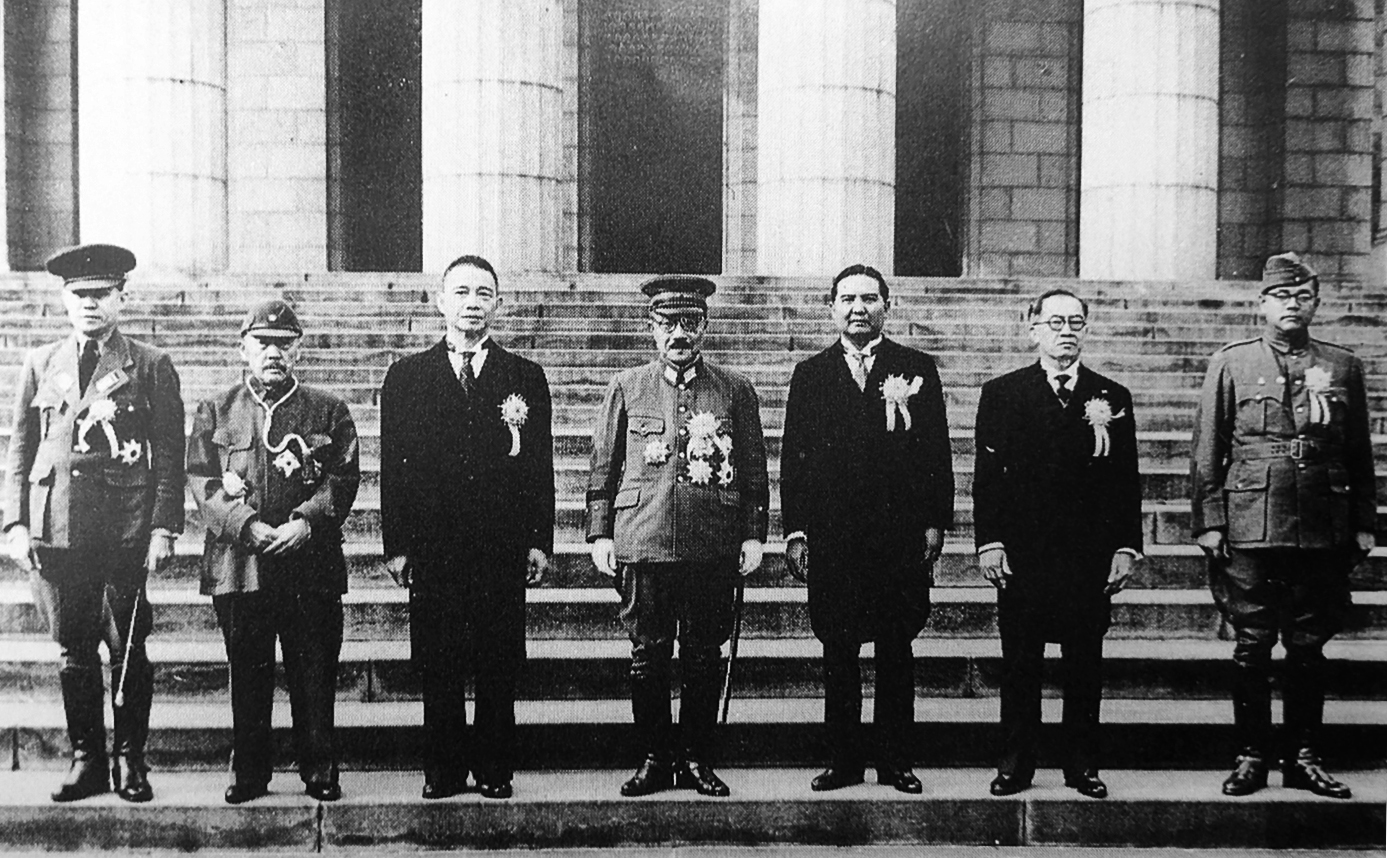
Conferència de la Gran Àsia Oriental (1943), on es van abordar temes de poca rellevància. Estava destinada a ser un instrument propagandístic per il·lustrar els compromisos panasiàtics de l'Imperi Japonès i destacar el seu paper com a "alliberador" de l'Àsia respecte el colonialisme occidental.

El terme col·laboracionisme (derivat del francès collaboration) designa tota mena d'activitats fetes amb intenció d'auxiliar o cooperar amb l'invasor en un país ocupat. Entès com a forma de traïció, el col·laboracionisme fa referència a la cooperació del govern o dels ciutadans d'un país amb les forces d'ocupació enemigues. L'actitud oposada al col·laboracionisme —la lluita contra l'invasor— és representada històricament pels moviments de resistència. Els motius dels col·laboracionistes solen ser l'afinitat ideològica, la simpatia envers l'enemic o la coincidència d'objectius; en alguns casos, perquè esperen obtenir guanys, enriquiment o favors de l'enemic. També hi pot haver col·laboracionistes forçosos, que en són per coacció o fins i tot per por.
El terme va ser introduït, durant la República de Vichy (1940-1944), a la França ocupada, pel mariscal Pétain en un discurs emès per ràdio el 30 d'octubre de 1940, en què exhortava els francesos a col·laborar amb l'invasor nazi. Posteriorment, la paraula passà a designar l'actitud de governs de països europeus que donaren suport a l'ocupació nazi durant la Segona Guerra Mundial. De col·laboracionisme també n'hi va haver en major o menor grau a Bèlgica, als Països Baixos, a l'Estat hel·lènic (1941-1944), a Croàcia, a Eslovàquia, a Hongria i a Noruega. Sovint els col·laboracionistes procedien de grups nacionalistes i minories ètniques oprimides (croats, eslovacs, ucraïnesos, etc.) que veien en els alemanys uns aliats que podien afavorir llur alliberament nacional.
Van ser col·laboracionistes notoris Pierre Laval a França, Milan Nedić a Sèrbia, Léon Degrelle i Staf de Clercq a Bèlgica i Vidkun Quisling a Noruega. Aquest darrer va encapçalar un govern afí a l'Alemanya nazi. Precisament, la paraula quisling va esdevenir en diverses llengües sinònim de col·laboracionista.
A l'Àsia van ser col·laboracionistes l'estat-titella del Manxukuo amb l'emperador Pu Yi i el règim establert per Wang Jingweia Nanquín.

## Col·laboracionisme durant el franquisme
També se'n diu col·laboracionistes de les persones que cooperen amb un règim sense legitimitat democràtica, per exemple el govern de l'Estat espanyol durant la dictadura franquista. Al contrari dels processos de desnazificació que a Europa afectaren una part dels col·laboracionistes després de la caiguda de Hitler, a Espanya durant la transició democràtica no hi va haver una desfranquització que afectés aquells qui havien tret profit econòmic o polític de col·laborar amb el règim dictatorial: acabada la dictadura, tothom se'n va proclamar víctima i ningú se'n va reconèixer col·laborador. Jaume Fabre i Fornaguera qüestiona la pertinència de distingir col·laboració activa d'acceptació passiva per a poder sobreviure dins d'un règim que represaliava tothom qui s'hi oposava.
Des de 1945, en cercles de la resistència cultural clandestina catalana s'ablamava el debat sobre la licitud de col·laborar amb el règim franquista si aquest permetés en bescanvi publicar en català i així poder salvar la llengua. L'Institut d'Estudis Catalans va acceptar tal «possibilisme digne» com l'única manera de fer sobreviure la cultura. Escriure en català, encara que hagués de ser amb autorització de la censura, era considerat un acte radical d'afirmació catalana, sobretot en contrast amb la via de submissió, molt més rendible, de passar a escriure en castellà.Maurici Serrahima i Bofill acceptava, amb cautela, aquesta idea l'any 1945: «no podem supeditar la reaparició de l'aliment que la llengua i la cultura nostres representen per al jovent […] a consideracions purament polítiques com ara si el règim actual s'acabarà més aviat o més tard, o si li donem o no li donem una arma». D'altres, com Josep Palau i Fabre, s'oposaren a qualsevol col·laboracionisme per qualsevol motiu: «els catalans que es prestessin al joc de Franco […] delinquirien contra Catalunya i contra la llibertat. […] Llibertats sense llibertat vol dir conxorxa, manipulacions i, a la llarga, entesa amb l'enemic.»